# Thunder Mountain (pel·lícula de 1925)

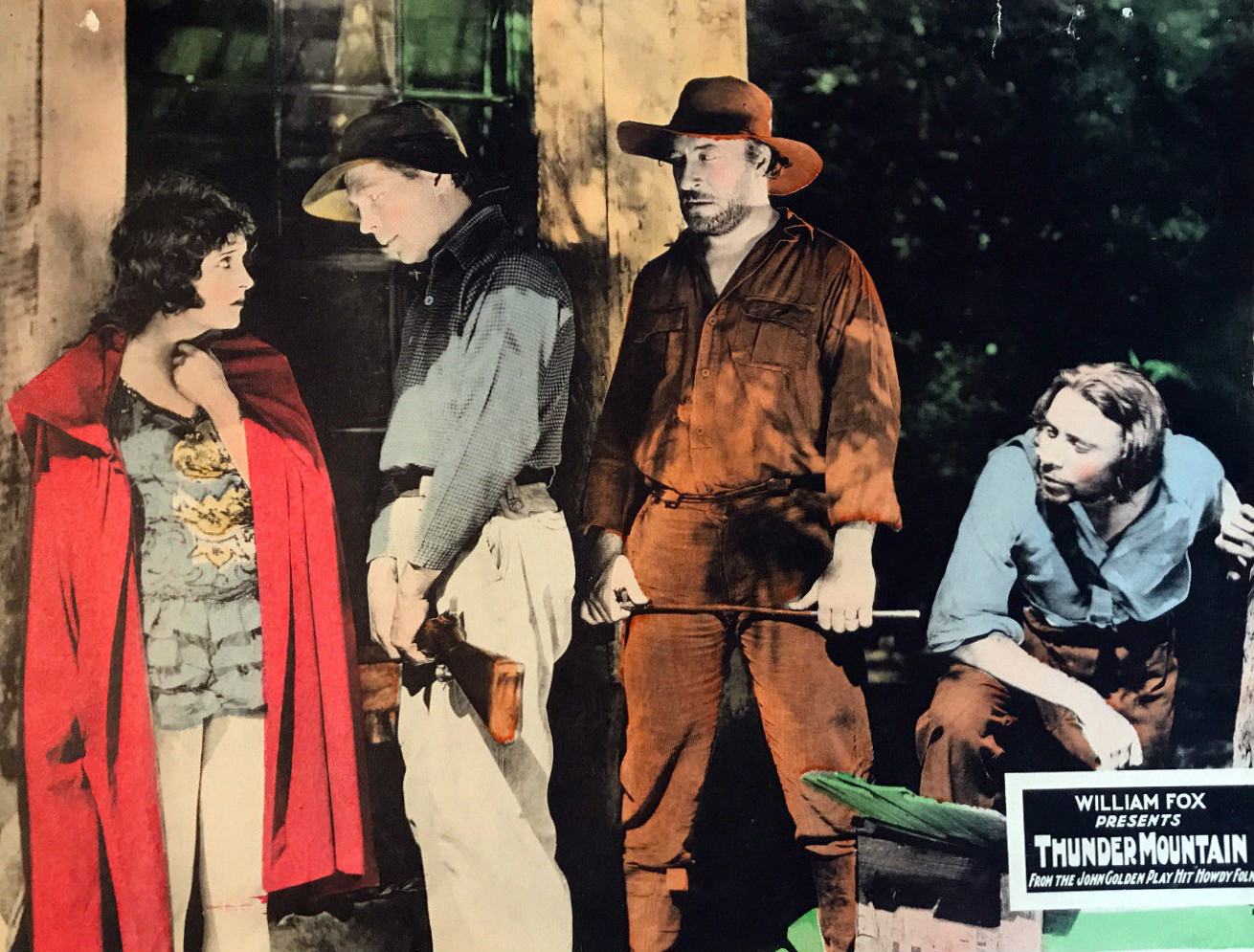
Postal de propaganda de la pel·lícula

Thunder Mountain és una pel·lícula muda dirigida per Victor Schertzinger i protagonitzada per Madge Bellamy i Leslie Fenton, entre d'altres. La pel·lícula, basada en l'obra de teatre de John Golden “Howdy Folks” i adaptada per Pearl Franklin, es va estrenar l'11 d'octubre de 1925.

## Repartiment
- Madge Bellamy (Azalea)
- Leslie Fenton (Sam Martin)
- Alec B. Francis (predicador)
- Paul Panzer (Morgan)
- Arthur Housman (Givens)
- ZaSu Pitts (Mandy Coulter)
- Emily Fitzroy (Ma MacBirney)
- Dan Mason (Pa MacBirney)
- Otis Harlan (Jeff Coulter)
- Russell Simpson (Si Pace)
- Natalie Warfield (Mrs. Coulter)

## Argument
Thunder Mountain és la llar d'una gent analfabeta on solament el prestamista Si Pace sap llegir i on existeix una llarga disputa entre els Martin i els Givens. Un predicador persuadeix Sam Martin que ha de marxar i adquirir una educació. Tres anys després retorna amb la idea de construir-hi una escola però Pace es nega a deixar-li els diners. Azalea, una artista de circ fuig de la companyia i del seu propietari, Morgan, Sam trava amistat amb ella en contra dels desitjos de la seva gent. Ella balla en roba interior per a Pace en un intent frustrat de que deixi els diners a Sam. En descobrir-ho, ell es replanteja la seva relació amb Azalea. Aleshores, Giverns roba i assassina Pace i la gent culpa Sam de l'assassinat. Es disposen a penjar-lo quan el predicador, prega en veu alta a Déu que doni una senyal que faci veure la gent la injustícia del que es disposa a fer i, d'amagat, fa explotar una càrrega de dinamita que va posar a la muntanya. Givens, mort de por, confessa el crim. Sam pot construir l'escola i casar-se amb Azalea.